# Tadeusz Czarnowski
Tadeusz Czarnowski (ur. 22 sierpnia 1872 w Łebnie k. Wejherowa, zm. 27 grudnia 1950 we Wrocławiu) – polski inżynier, pierwszy dyrektor Dyrekcji PKP w Gdańsku w latach 1920–1929.

## Życiorys
Szkołę średnią ukończył w Chełmnie. Po zakończeniu gimnazjum praktykował w służbie kolejowej. W latach 1892–1897 studiował na Wydziale Mechanicznym Królewskiej Wyższej Szkoły Technicznej w Berlinie-Charlottenburgu, po czym odbył służbę przygotowawczą w Bydgoszczy i Poznaniu. Z powodu szykan, spowodowanych przyznawaniem się do polskiego pochodzenia, przeniósł się do Bremy, gdzie od 1913 był naczelnikiem Kolejowego Urzędu Maszynowego (Maschineninspektion Bremen). W czerwcu 1919 zgłosił się w Ministerstwie byłej dzielnicy pruskiej w Poznaniu z ofertą podjęcia pracy na kolejach w Polsce. W listopadzie 1919 skierowany przez władze polskie do Gdańska z zadaniem przygotowania do przejęcia przez Polskę infrastruktury kolejowej, czego dokonał w 1920 na Pomorzu i w 1921 w Gdańsku. Mianowany pierwszym polskim prezesem Dyrekcji Kolei w Gdańsku, pozostał na tym stanowisku do 30 września 1929. Z powodu otwartego przejawiania antysanacyjnych poglądów, niemile widzianych przez BBWR, oraz w wyniku sporów z Zygmuntem Moczyńskim, przeniesiony na wcześniejszą emeryturę. Mieszkał w Sopocie (1936). Okres wojny spędził poza Gdańskiem.

## Działalność społeczna
Położył duże zasługi w rozwoju polskiego szkolnictwa w Wolnym Mieście Gdańsku, w latach 1926–1929 będąc przewodniczącym Gdańskiej Macierzy Szkolnej, a także członkiem Towarzystwa Przyjaciół Nauki i Sztuki.

## Ordery i odznaczenia
- Krzyż Komandorski Orderu Odrodzenia Polski (10 listopada 1928)[3]

## Upamiętnienie
Patron jednej z ulic Gdańsku (VII Dwór). 